# Aftiteling
De aftiteling (of eindtitels, in België ook eindgeneriek) is de tekst die aan het eind van een film, televisieprogramma of computerspel in beeld verschijnt en waarin de namen van alle acteurs en makers die bij de productie betrokken waren, vermeld zijn. Meestal betreft het een lange lijst namen die langzaam van onder naar boven door het beeld heen loopt. Net als de begintitels wordt de aftiteling vaak begeleid door muziek.
Het gebruik van een aftiteling voor dit doel kwam pas in de jaren 70 op gang. Daarvoor was het de gewoonte dat de begintitels al de gehele cast en crew vermeldden en bestond de aftiteling vaak louter uit een tekst als 'einde'.
Omdat in de bioscoop het publiek vaak de zaal al begint te verlaten wanneer de aftiteling nog loopt, voegen producers geregeld dingen toe aan de aftiteling om de aandacht van het publiek vast te houden. Bekende middelen zijn het verwerken van bloopers in de aftiteling, of het toevoegen van een korte bonusscène aan het eind van de aftiteling. Bij televisieseries of films die op televisie worden vertoond, wordt de aftiteling vaak afgekapt om tijd te besparen, of naar de zijkant van het scherm gedrukt, zodat in de andere helft van het scherm iets anders kan worden getoond of de aftiteling werd getoond in een scrollbalk onder in het scherm, zodat tegelijkertijd andere dingen, zoals bv. het zingen van een eindlied konden worden getoond. In december 2010 ging een brief van diverse belangenorganisaties naar de raad van bestuur van de Nederlandse Publieke Omroep. De organisaties namen het op voor het behoud van de aftiteling van programma's in het belang van makers, cast en crew, omdat een naamsvermelding op de aftiteling een belangrijke bijdrage aan hun professionele carrière is.